# 기축 통화
기축 통화(基軸通貨, world currency)는 외환 시장에서 삼각 거래를 할 때 매개로 이용되는 통화, 즉 통화 사이의 교환 수단이 되는 통화를 말한다. 외환시장에서 모든 개별 통화를 직접 거래하는 시장이 마련되어 있지 않아 외환거래시 제3의 통화를 매개로 교차환율에 의하여 외환거래가 이루어진다. 이 때 외환거래의 매개가 되는 제3의 통화가 기축통화이다.

## 개요
현행 IMF 체제하에서는 미 달러가 국제통화로서 금과 함께 널리 국제간의 결제에 쓰이고 있다. 본래 달러는 미국의 국내 통화이며 미국의 절대적으로 우세한 경제력을 배경으로 하여 유통되고 있을 뿐이다. 그랬던 것이 미국의 경제적 지위의 후퇴와 달러 위기, 국제 유동성의 부족에서 참된 국제통화를 희망하는 여론이 높아지게 되었다. 전후의 국제 통화제도를 둘러싸고 케인스안과 화이트안이 대립해 방코르로 불리는 세계통화 창출을 골자로 한 케인스안은 폐기되고, 더욱이 채택된 화이트안에서도 유니타스라는 새로운 통화에 대해서는 기각되고 말았다. 그런데 트리판 교수에 의해 다시금 방코르를 채택하자는 논의가 일어나 세계통화 문제가 주목되게 되었다.

## 역사

### 스페인 달러(17세기 ~ 19세기)
17세기와 18세기에 스페인 은화가 아메리카 대륙 서쪽에서 유럽 대륙 동쪽까지 널리 사용된 것이 세계 최초의 기축 통화 형성이라고 여겨진다. 스페인의 정치적 우위와 대서양과 태평양을 아우르는 스페인 상업로 그리고 정제된 은화의 품질이 2세기에 거쳐 국제적으로 스페인 은화를 결제수단으로 통용되도록 만들었다. 필리핀, 미크로네시아, 괌 그리고 캐롤라인 군도 같은 스페인의 아시아 식민지와 중국 그리고 다른 동남아시아에서는 19세기 중반까지 법정통화로 통용되었다.

### 금본위제(19세기 ~ 20세기)
금본위제는 화폐의 가치를 금의 가치로 나타내는 것이다. 금 본위 제도는 제1차 세계 대전 후 금지금본위제의 형태로 많은 나라에서 채용되었다. 금 본위 제도는 최초로 1819년 영국에 의해서 시작되었으며 제1차 세계대전이 일어나기 전까지 안정적으로 유지되었다.

### 미국 달러화
달러는 현재 가장 중요시 되는 기축통화이며, 전 세계 무역 결제 수단의 가장 큰 부분을 차지한다. 

### 유로화
예전의 기축통화는 독일 마르크화, 프랑스 프랑화였는데, 이를 유로화가 계승했다. 

### 일본 엔화
일본의 ¥(엔)이다. 안전자산으로 여겨지며, 글로벌 경제가 둔화되는 상황에서 엔화 가치가 오르는 경향이 많다.

## 같이 보기
- 주요 통화 - 세계 5대 주요 통화($,€,£,¥ )